# Agelescape
Agelescape – rodzaj pająków z rodziny lejkowcowatych. Obejmuje dwa opisane gatunki.

## Morfologia i zasięg
Pająki osiągające od 3,5 do 10,4 mm długości ciała, budową i ubarwieniem zbliżone do rodzaju lejkowiec (Agelena). Karapaks ma dość wysoki nadustek. Oczy par środkowych rozmieszczone są na planie szerszego w tyle trapezu. Oczy pary przednio-środkowej są największe. Szczękoczułki mają po trzy zęby na krawędziach przednich i po trzy lub cztery na krawędziach tylnych. Warga dolna jest szersza niż dłuższa. Sternum zwęża się ku tyłowi. Czwarta para odnóży jest najdłuższa. Nogogłaszczki samca charakteryzują się obecnością apofizy na rzepce, długim, wyprostowanym, stopniowo się ku szczytowi zwężającym konduktorem oraz długim, nitkowatym embolusem. Genitalia samic odróżniają się od tych u innych przedstawicieli plemienia w Starym Świecie obecnością wyraźnych, rurkowatych przewodów kopulacyjnych i brakiem kulistych zbiorników nasiennych.
Rodzaj zachodniopalearktyczny. Spośród dwóch jego gatunków A. livida znany jest z Hiszpanii i wschodu regionu śródziemnomorskiego od Albanii po Izrael, natomiast A. affinis podawany jest z Izraela, Syrii, a w sposób niepewny także z Libanu.

## Taksonomia
Takson ten wprowadzony został w 1996 roku przez Gershoma Levy’ego przez wydzielenie kilku gatunków z rodzaju lejkowiec (Agelena). W 2020 roku Alireza Zamani i Jurij Marusik zrewidowali jego zakres, wydzielając część gatunków z Agelescape do nowego rodzaju Periscape.
Do rodzaju tego należą dwa opisane gatunki:
- Agelescape affinis (Kulczyński, 1911)
- Agelescape livida (Simon, 1875)